# Chaetarcturus franklini
Chaetarcturus franklini är en kräftdjursart som först beskrevs av Hodgson 1902.  Chaetarcturus franklini ingår i släktet Chaetarcturus och familjen Antarcturidae. Inga underarter finns listade i Catalogue of Life.